# Institutul Adam Mickiewicz

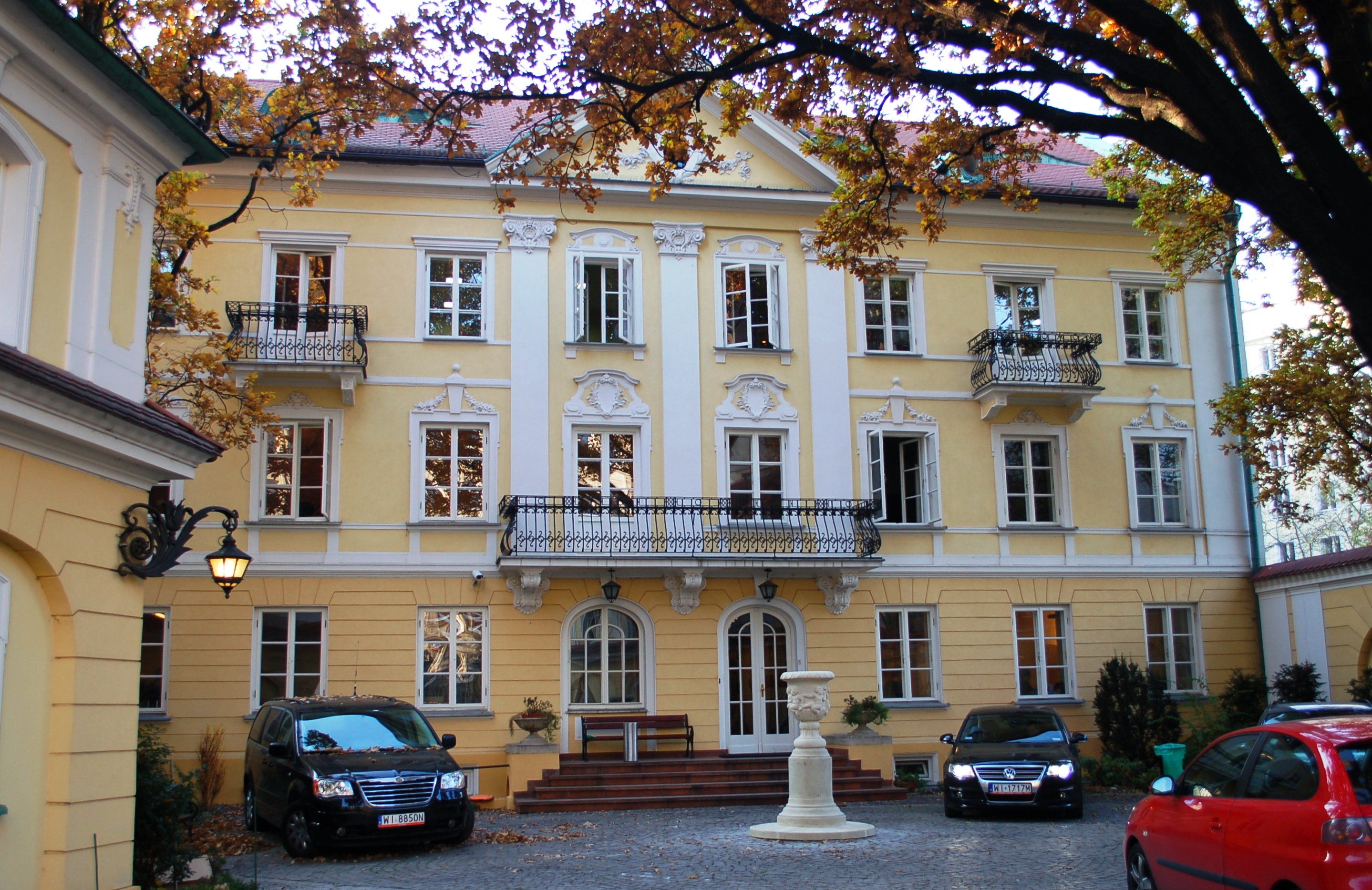
Institutul Adam Mickiewicz (găzduit în „Pałacyk Cukrowników - Palatul Zahărului”), Varșovia

Institutul Adam Mickiewicz (în poloneză Instytut Adama Mickiewicza) este o organizație culturală sponsorizată de către guvern a Ministerului Culturii și Patrimoniului Național al Republicii Polone, cu sediul pe ulica Mokotowska 25 (în clădirea Pałacyk Cukrowników - Palatul Zahărului) din Varșovia.
Numit după poetul național polonez Adam Mickiewicz, obiectivul său este de a promova limba poloneză și cultura poloneză în străinătate. Institutul operează un mare portal web în trei limbi (poloneză, engleză și rusă) „Culture.pl”, care a fost fondat în 2001.

## Activități
Pe lângă un număr mare de poeți asociați, eseiști, scriitori, traducători, artiști; critici literari, muzicali și de film; și curatori, la Institut lucrează Barbara Schabowska, ca director (foști directori au fost Krzysztof Olendzki și Paweł Potoroczyn), precum și trei directori adjuncți și un număr de manageri de proiecte și programe cheie.
Pe lângă Institutul Adam Mickiewicz, sponsorizat de Ministerul Culturii, există și institutele culturale poloneze, sponsorizate de Ministerul Afacerilor Externe din Polonia, aflate în peste 22 de orașe străine importante, inclusiv Berlin, Bratislava, Budapesta, București, Düsseldorf, Kiev, Leipzig, Londra, Minsk, Moscova, New York, Paris, Praga, Roma, Sankt Petersburg, Sofia, Stockholm, Tel Aviv, Viena și Vilnius.
În timp ce Institutul Adam Mickiewicz colaborează frecvent cu Institutele culturale poloneze, fiecare instituție este independentă de cealaltă și este sponsorizată de ministere diferite ale guvernului polonez.

### Proiecte și programe(unele dintre ele)
- Polska 100 - pentru a marca centenarul independenței Poloniei prin multe activități din șase domenii: muzică, design, arte vizuale, film, teatru și noi tehnologii.
- I, CULTURE Orchestra Arhivat în 5 septembrie 2019, la Wayback Machine. - proiect muzical pentru tineri muzicieni din Polonia, Armenia, Azerbaidjan, Belarus, Georgia, Ungaria, Moldova și Ucraina.[6]
- Cultură digitală - pentru a sprijini prezența internațională a artiștilor digitali polonezi[7]
- Programul Polska Design [8]
- Nu te panica! Suntem din Polonia - promovează muzica poloneză contemporană în străinătate

## Galerie

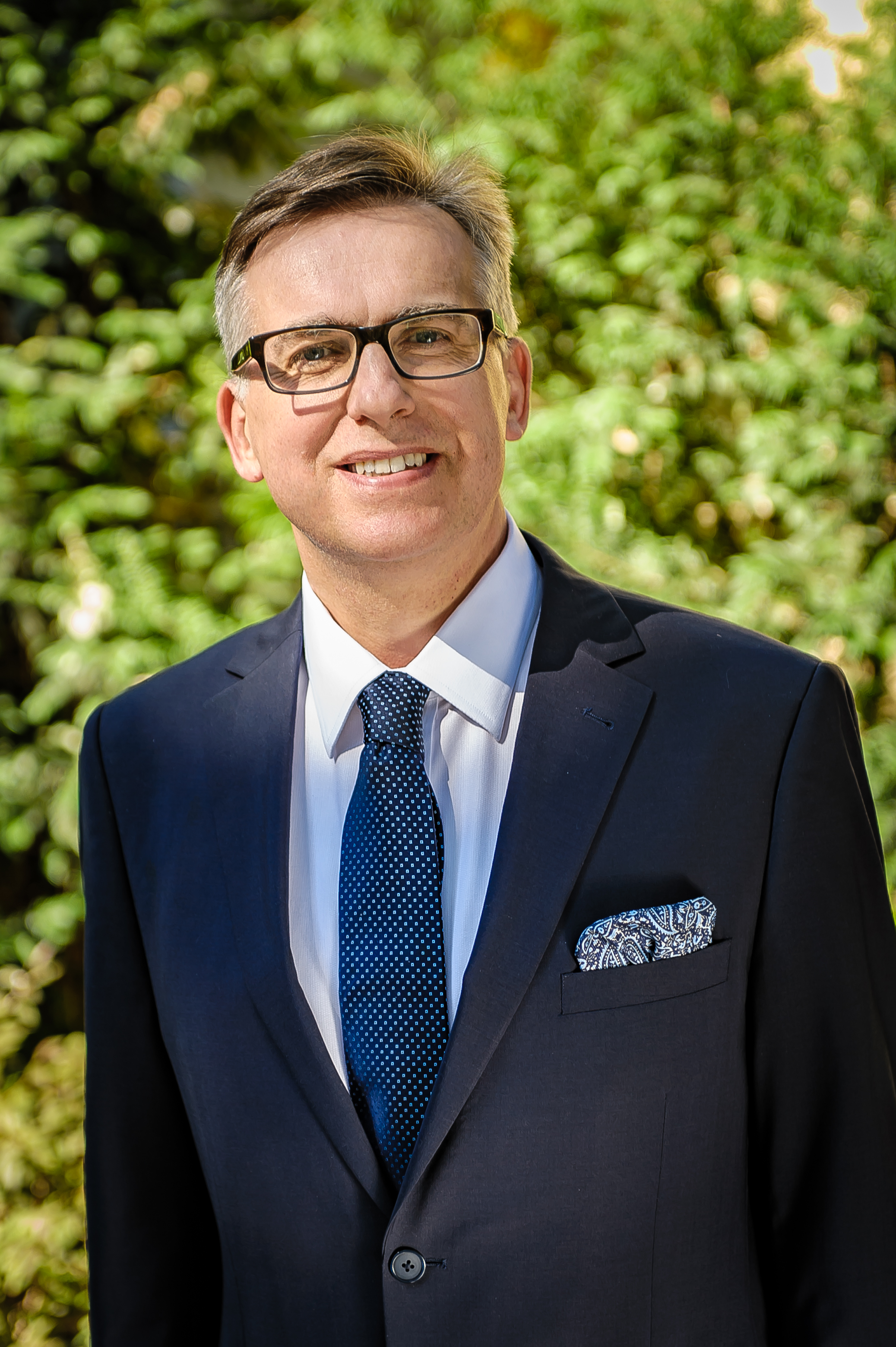
Krzysztof Olendzki - directorul Institutului Adam Mickiewicz (2016-2019)
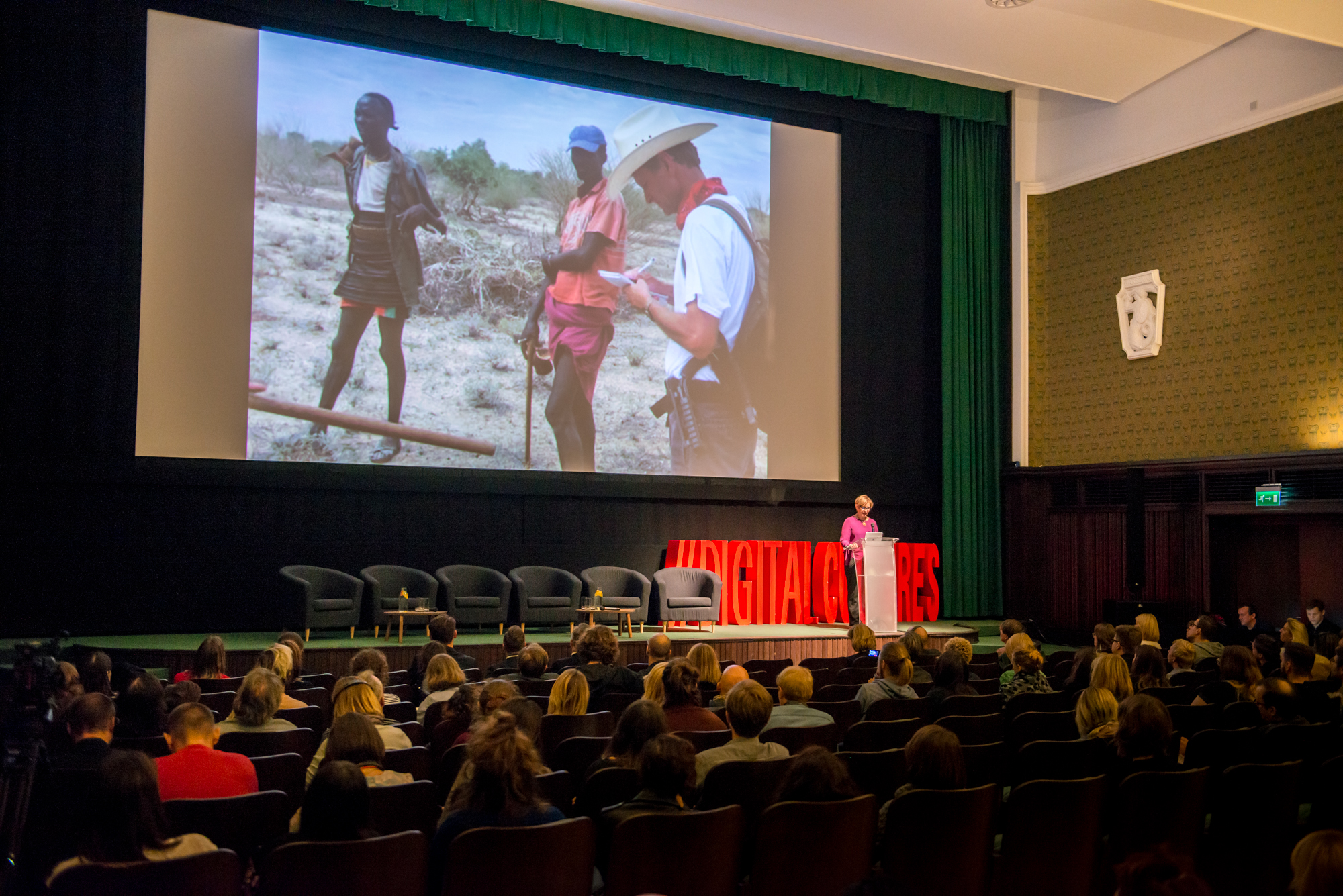
A doua ediție a conferinței „Culturi digitală” organizată de Institutul Adam Mickiewicz
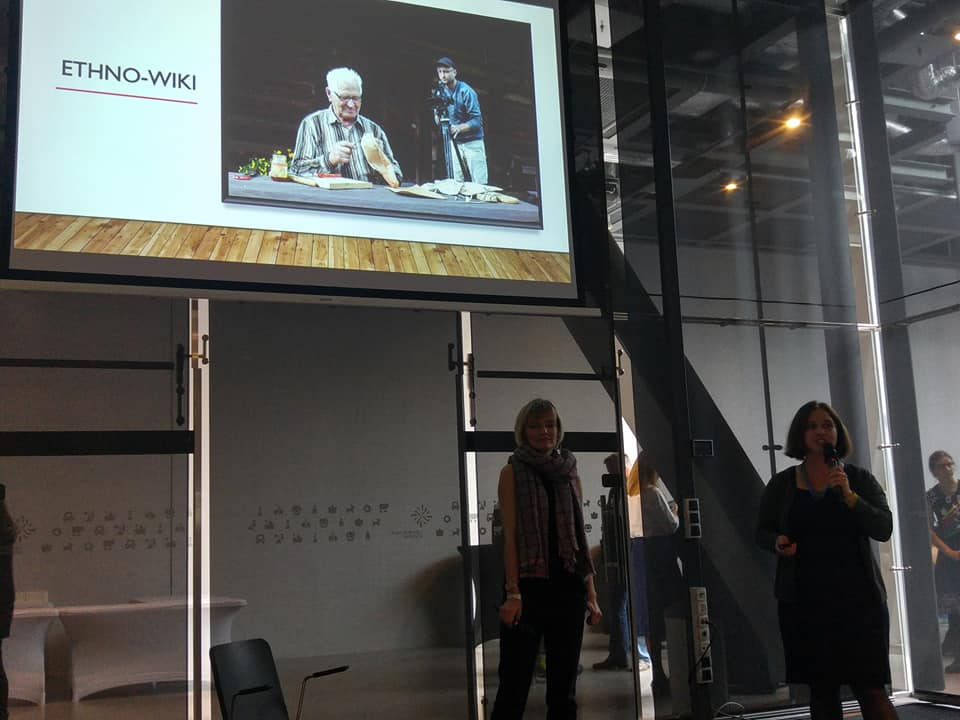
Prima ediție a conferinței „Cultura digitală”